# Telege Sari
Telege Sari is een bestuurslaag in het regentschap Aceh Tengah van de provincie Atjeh, Indonesië. Telege Sari telt 680 inwoners (volkstelling 2010).